# Нагретдиново
Нагретдиново (баш. Нәһретдин) — деревня в Караидельском районе Республики Башкортостан Российской Федерации. Входит в состав Подлубовского сельсовета.

## География

### Географическое положение
Расстояние до:
- районного центра (Караидель): 68 км,
- центра сельсовета (Подлубово): 8 км,
- ближайшей ж/д станции (Щучье Озеро): 113 км.

## Население
| 2002 | 2009 | 2010 |
| ---- | ---- | ---- |
| 172  | ↘162 | ↘155 |

Национальный состав
Преобладающая национальность — татары (98 %).

## Религия
В деревне есть мечеть.